# توماس نايدز
توماس ريتشارد نايدز (من مواليد 25 فبراير 1961) هو مصرفي أمريكي ومسؤول حكومي شغل منصب سفير الولايات المتحدة لدى إسرائيل من ديسمبر 2021 حتى يوليو 2023. تولى نائب رئيس مجلس الإدارة وهو العضو المنتدب في مورغان ستانلي من عام 2013 إلى عام 2021، وعمل كعضو في لجنة الإدارة والتشغيل للشركة. عُيِّن نايدز نائبًا لوزير الخارجية لشؤون الإدارة والموارد من عام 2011 إلى عام 2013 في عهد إدارة أوباما. شغل مناصب مالية وحكومية مختلفة طوال حياته.

## النشأة والمهنة
وُلِد توماس ريتشارد نايدز في 25 فبراير 1961، لعائلة يهوديَّة في دولوث، ولاية مينيسوتا، وهو ابن شيرلي (ني جافرونسكي) وأرنولد ريتشارد نايدز. يعد توماس الأصغر بين ثمانية أطفال. كان والده مؤسس شركة نايدز فاينانس، شركة تمويل استهلاكي وطنية، ورئيس معبد إسرائيل والاتحاد اليهودي في مدينة دولوث.

#### السفير الأمريكي في إسرائيل

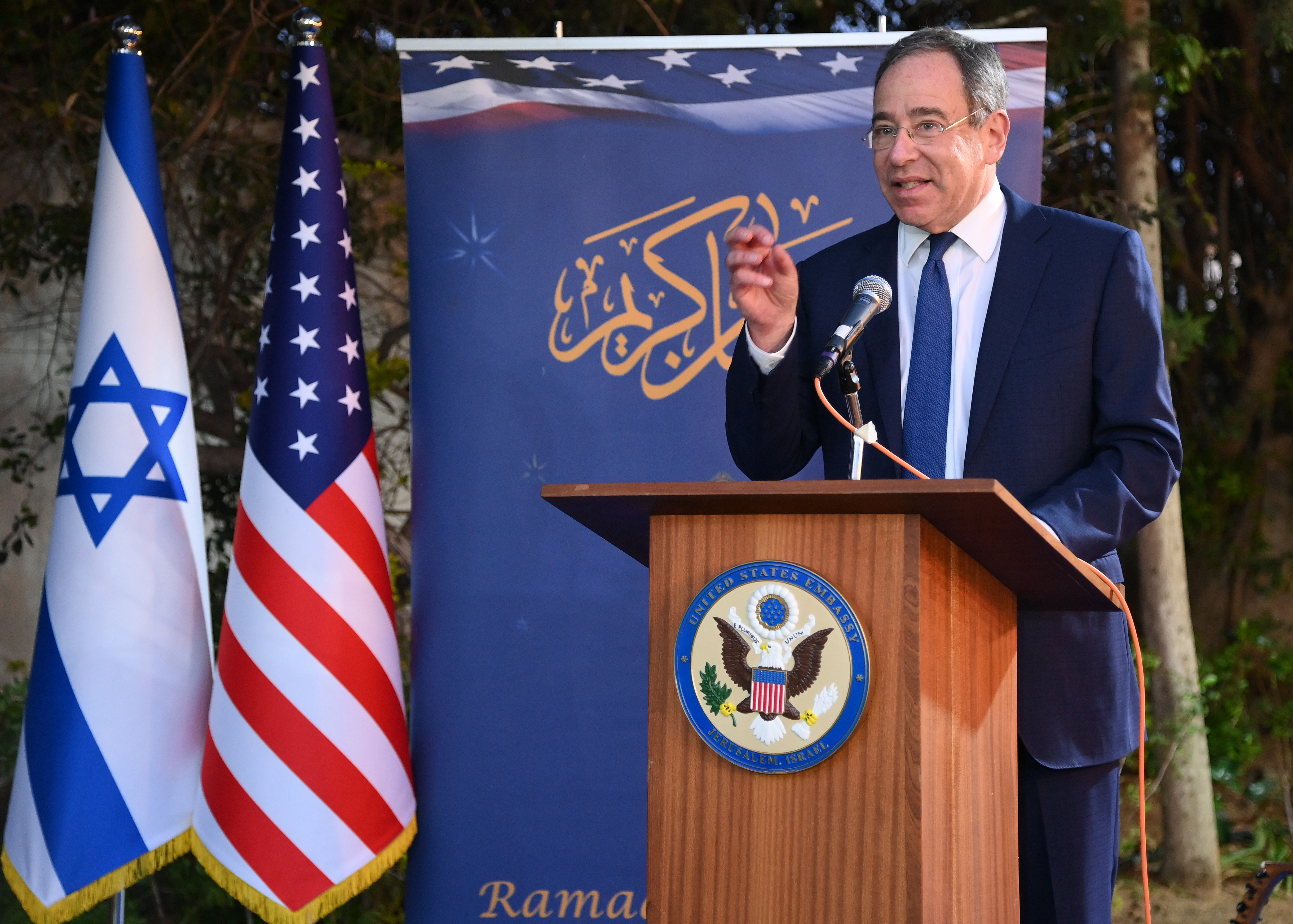
السفير الأمريكي توماس نايدز يستضيف حفل الإفطار السنوي للسفارة في 3 أبريل 2023

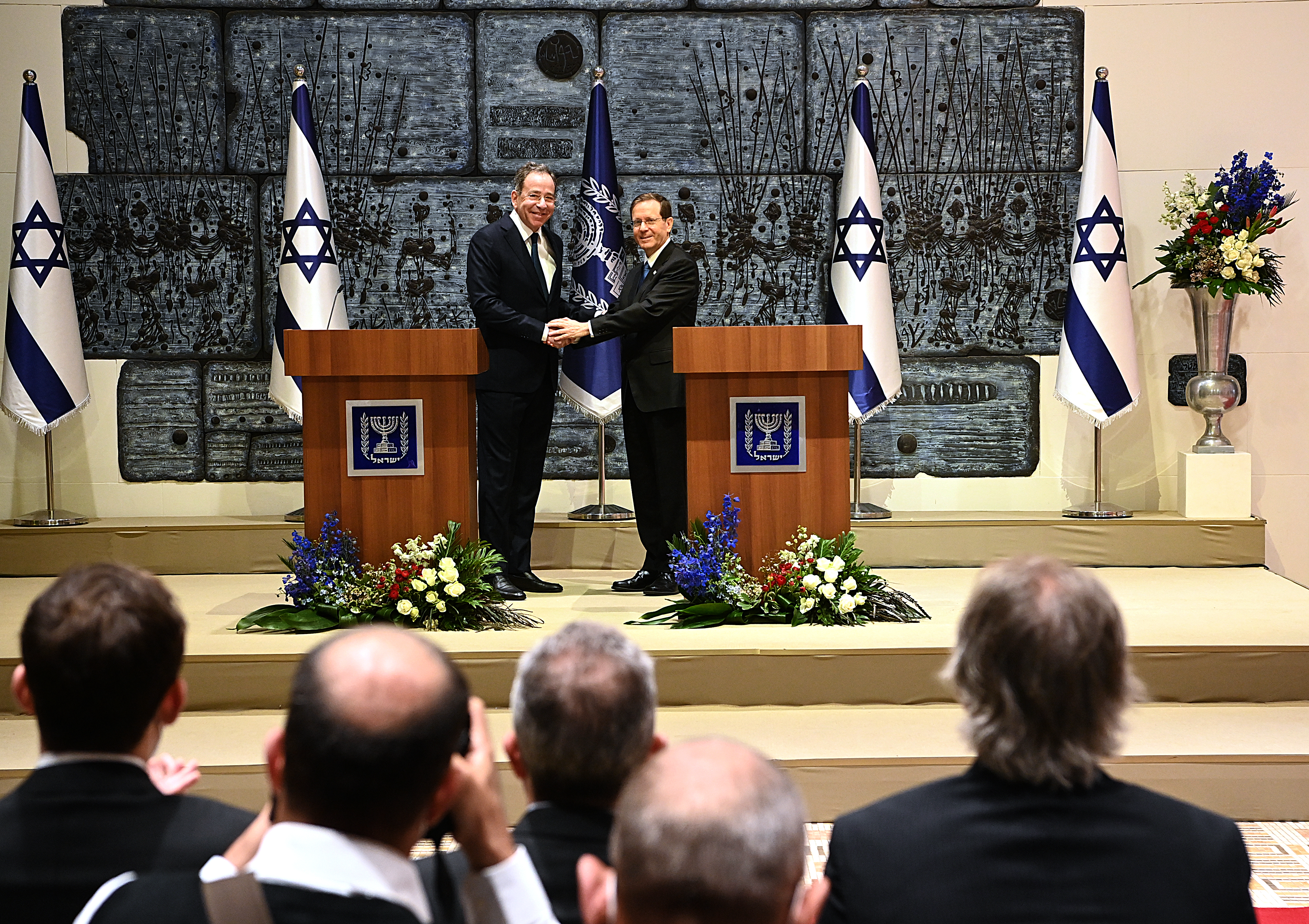
نايدز يقدم أوراق اعتماده للرئيس الإسرائيلي إسحاق هرتسوغ في 5 ديسمبر 2021

بعد عدة أشهر من تنصيب الرئيس جو بايدن، برز نايدز كأبرز المرشحين لمنصب السفير في إسرائيل. في مايو 2021، عرض بايدن المنصب على نايدز بشكل خاص، والذي قبله. أعلن بايدن رسميًا عن الترشيح في 15 يونيو 2021، إلى جانب اختيارات سفراء آخرين. في 23 يونيو 2021، أُرسل ترشيح نايدز إلى مجلس الشيوخ. في 22 سبتمبر 2021، عقدت جلسة استماع بشأن ترشيحه أمام لجنة العلاقات الخارجية بمجلس الشيوخ. في 19 أكتوبر 2021، أُعلن عن ترشيحه بشكل إيجابي من قبل اللجنة. في 3 نوفمبر 2021، تم تأكيد تعيينه من قبل مجلس الشيوخ الأمريكي بالتصويت الصوتي. قدم أوراق اعتماده إلى الرئيس إسحاق هيرتزوج في 5 ديسمبر 2021. انتهى نايدز من منصبه كسفير في يوليو 2023.

## الحياة الشخصية
في عام 1992، تزوج من فرجينيا كاربنتر موزلي، التي تشغل حاليًا منصب نائب الرئيس الأول لجمع الأخبار في شبكة CNN في الولايات المتحدة، في حفل مشترك بين الأديان أجراه قس لوثري، الدكتور جيمس د. فورد، قسيس مجلس النواب الأمريكي. نايدز وموزلي هما والدان لطفلين بالغين.
يصف نيدس نفسه بأنه "يهودي ليبرالي إصلاحي" وقد صنفته صحيفة جيروزالم بوست ضمن الخمسين يهودي الأكثر نفوذاً لعام 2022.